# Alphonse Bertrand (architecte)
Pour les articles homonymes, voir Bertrand (patronyme).
Pour l’homme politique canadien, voir Alphonse Bertrand.
Alphonse Bertrand, né le 27 octobre 1826 à Paris, et mort le 10 janvier 1897 à Bayonne, est un architecte français dont les principales réalisations se situent dans les Pyrénées-Atlantiques.

## Biographie
Pierre Joseph Alphonse Bertrand naît à Paris le 27 octobre 1826. Il étudie à l'ENSBA à partir de 1843 où il suit l'enseignement de Félix Duban.
Il débute son activité à Paris en tant que Sous-inspecteur des bâtiments civils à l'hôtel du Timbre et de l'enregistrement sous les ordres de Victor Baltard, puis il est nommé Inspecteur des bâtiments de la Couronne.
Il expose au Salon des artistes français à Paris en 1850 et à l'exposition internationale de Bayonne en 1864.
À partir de 1853, il exerce à Bayonne en tant qu'architecte des arrondissements de Bayonne et de Mauléon.
Il est nommé inspecteur des édifices diocésains sur proposition d'Emile Boeswillwald. Il est révoqué en 1855 à la suite d'une plainte auprès du ministre par l'évêque de Bayonne.
Il obtient une médaille de bronze à l'Exposition universelle de Paris de 1878 .
Il est membre de la Société centrale des architectes français de 1889 jusqu'à sa mort.
Il meurt le 10 janvier 1897alors qu'il travaillait au projet de reconstruction de l'église Saint-Esprit à Bayonne.

## Réalisations architecturales
- Quartier Boufflers à Bayonne.
- Immeubles de l'ancienne Fosse aux Mâts de Bayonne.
- Villa de Napoléon III et de l'impératrice Eugénie, futur Hôtel du Palais de Biarritz, construite à partir de 1854 par Hippolyte Durand secondé par Alphonse Bertrand[9] et ravagée par un incendie en 1903.
- Établissement des bains de mer de Biarritz dit « Bains-Napoléon » de style mauresque.
- Casino théâtre Bellevue à Biarritz inauguré en 1858 à l'initiative de Benito R. de Monfort, ravagé par un incendie en 1886 et reconstruit en 1887[9].
- Etablissement des bains de mer et casino d'Hendaye d’influence hispano-mauresque 1881-1885.

### Villas
- Castelet la Roche ronde de style néogothique édifié pour Paul Bernain[10] vers 1884, située avenue Edouard VII[11].
- Villa Belza perchée sur la roche du Halde vers 1880.

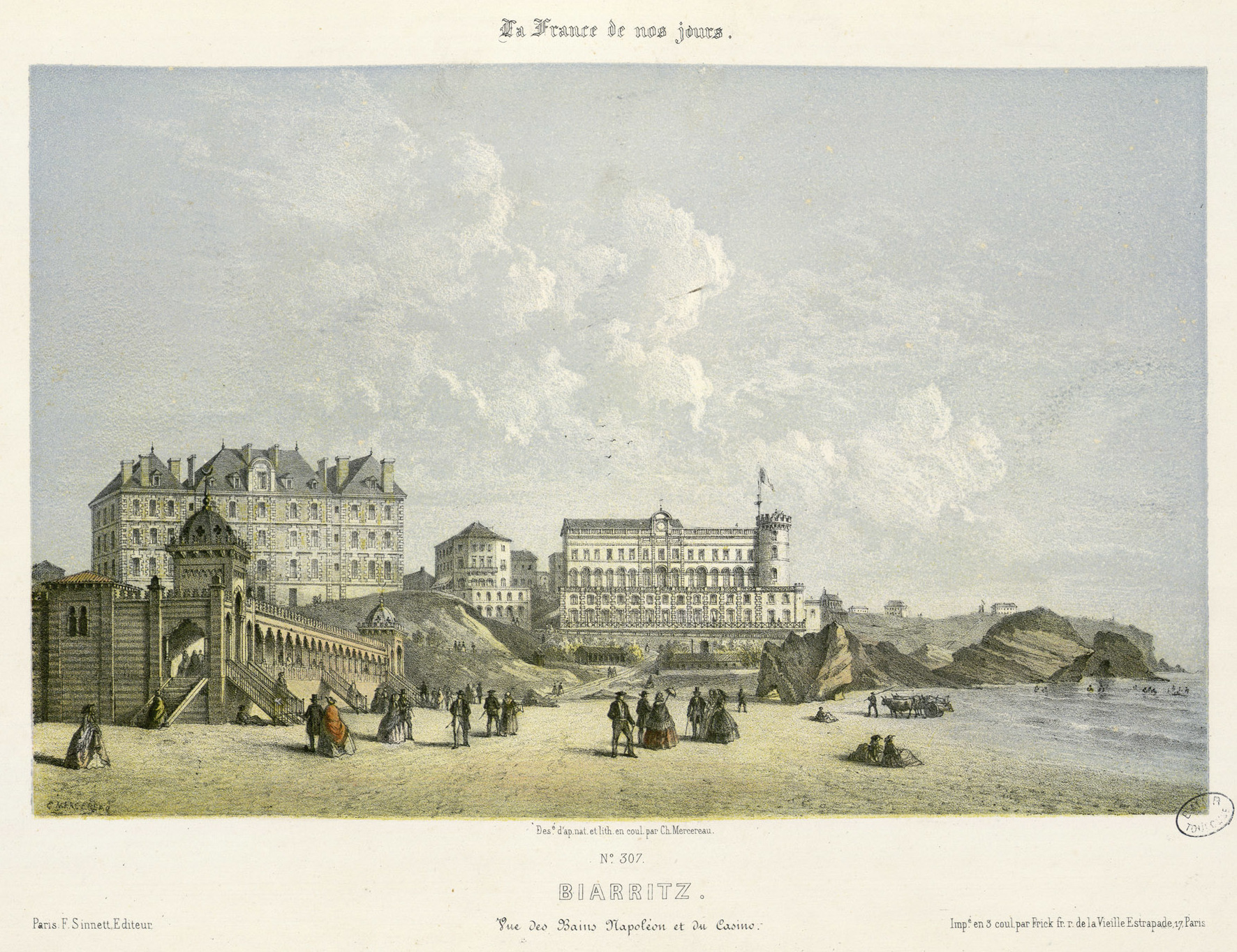
Vue des Bains Napoléon et du casino Bellevue de Biarritz
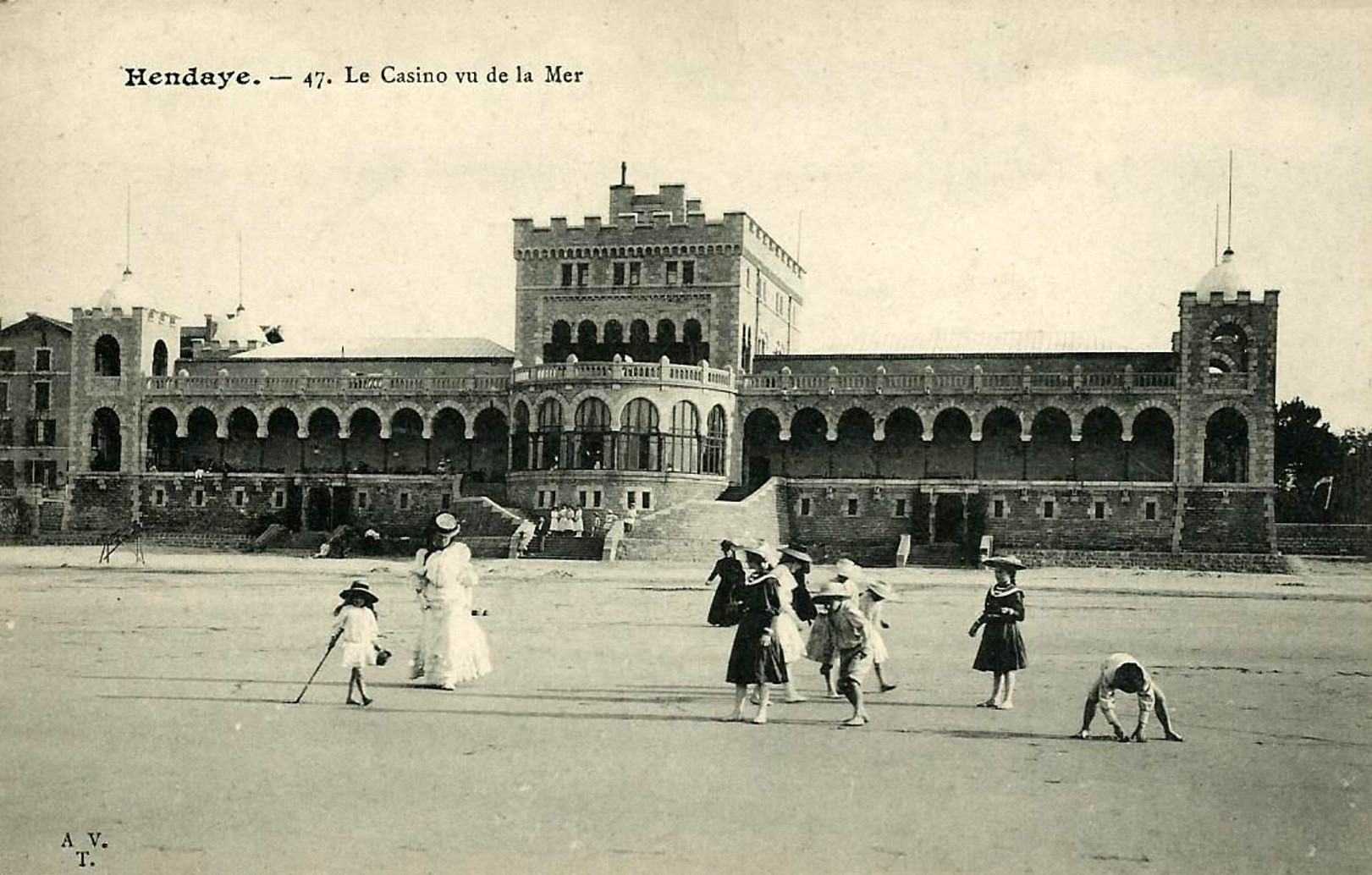
Le casino et l'établissement des bains d'Hendaye
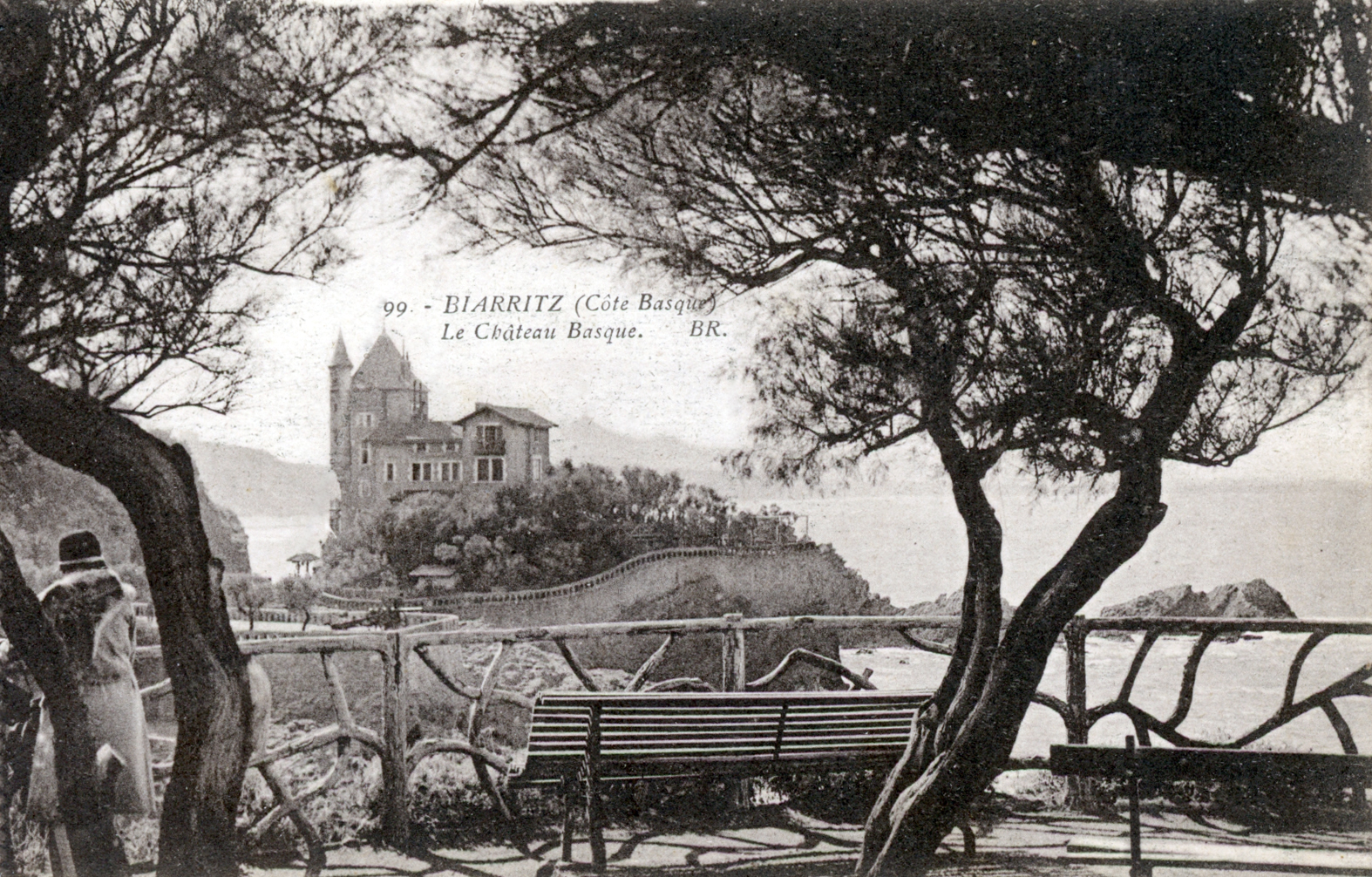
La villa Belza à Biarritz